# Tom et Jerry au feu d'artifice
Pour plus de détails, voir Fiche technique et Distribution.
Tom et Jerry au feu d'artifice (Safety Second) est le 51e court métrage d'animation de la série américaine Tom et Jerry réalisé par William Hanna et Joseph Barbera et sorti le 19 juin 1950.

## Fiche technique

Logo Tom et Jerry